# 찰리 파커
찰스 "버드" 파커 주니어(Charles "Bird" Parker, Jr. 1920년 8월 29일 ~ 1955년 3월 12일)는 미국의 재즈 음악가이다. 색소폰 연주자 및 작곡가로 유명하다.
그는 루이 암스트롱과 듀크 엘링턴과 함께 가장 영향력 있었던 재즈 뮤지션이며 비밥의 선구자로 인정받는다. 그는 연주자로서의 생애 초기에 "Yardbird"라는 별명을 얻었고, 그 단축인 "Bird"가 그의 전 생애 동안에 별명으로 쓰이게 되었다. 여기서 영감을 얻은 곡의 제목이 꽤 되는데, "Yardbird Suite", "Ornithology" ,"Bird of Paradise." 등이 있다.

## 유년 시절
찰리 파커는 캔자스주, 캔자스 시티에서 태어나 미주리주, 캔자스 시티에서 어린 시절을 보냈다.
11살에 색소폰을 연주하기 시작했고 14살에는 학교 밴드에 가입한다. 그의 아버지 찰스는 그와 별로 만나지 않았지만 피아니스트, 댄서, 가수 등 여러 직업을 전전했기 때문에 그에게 여러 음악적 영향들을 주었다. 그의 어머니 에디는 밤마다 WU 사무실에서 일했다. 이 시절 찰리 파커는 즉흥 연주의 기본을 알려준 젊은 트롬본 연주자에게 가장 큰 영향을 받게 된다.

## 음반
- 《Bird & Diz》

## 같이 보기
- 거트루드 에이버크롬비

## 죽음
- 전부터 마약 중독이 심해졌던 그는, 결국  심장마비로 사망했다.